# 일리야 자하로프
일리야 레오니도비치 자하로프(러시아어: Илья́ Леони́дович Заха́ров, 1991년 5월 2일~)는 러시아의 다이빙 선수, 정치인이다. 2012년 하계 올림픽에서 3m 스프링보드 금메달과 3m 싱크로 은메달을 획득했고 세계 선수권 대회에서 금메달 1개, 은메달 5개, 동메달 1개를 획득했다.

## 선수 경력
1991년에 레닌그라드에서 태어난 자하로프는 사라토프에서 성장했다. 그는 1998년에 다이빙을 시작했으며 타티야나 코롭코의 지도를 받았다.
2007년 러시아 주니어 국가대표 선수로 발탁된 자하로프는 독일 아헨에서 열린 "람베르츠프린텐슈프링겐 국제 다이빙 대회"에 참가하여 국제 대회에 처음 출전했다. 그는 10m 플랫폼 부문에서 금메달을 획득했고, 예브게니 쿠즈네초프와 함께 3m 스프링보드 싱크로에서 은메달, 3m 스프링보드에서 동메달을 획득했다.

## 정치인 경력
2022년 9월 11일, 자하로프는 그 해 지방 선거에서 새로운 사람들 정당 소속으로 사라토프주 의회 의원으로 선출되었다.